# LXLE Linux
LXLE Linux é uma distribuição linux baseada nas mais recentes versões Ubuntu/Lubuntu de longo suporte usando essencialmente como ambiente gráfico o LXDE. É uma distro leve que funciona muito bem em computadores velhos e novos de forma robusta e estável. Em relativamente pouco tempo de existência e desenvolvimento tem tido popularidade entre linux-users por ser versátil e adequada para usúarios experientes e iniciantes, ou ainda para aqueles que desejam dar sobrevida a computadores modestos.
Apesar do rápido desempenho, conta com uma suíte completa de programas, tais quais GIMP (editor de imagens), LibreOffice (Aplicações office), VLC (Reprodutor mutimídia) entre outros.